# Okres Gmunden
Okres Gmunden je okres v rakouské spolkové zemi Horní Rakousy. Má rozlohu 1432,62 km² a žije zde 99 529 obyvatel (k 1. 1. 2011). Sídlem okresu je město Gmunden. Okres se dále člení na 20 obcí (z toho 3 města a 7 městysů).

## Města a obce

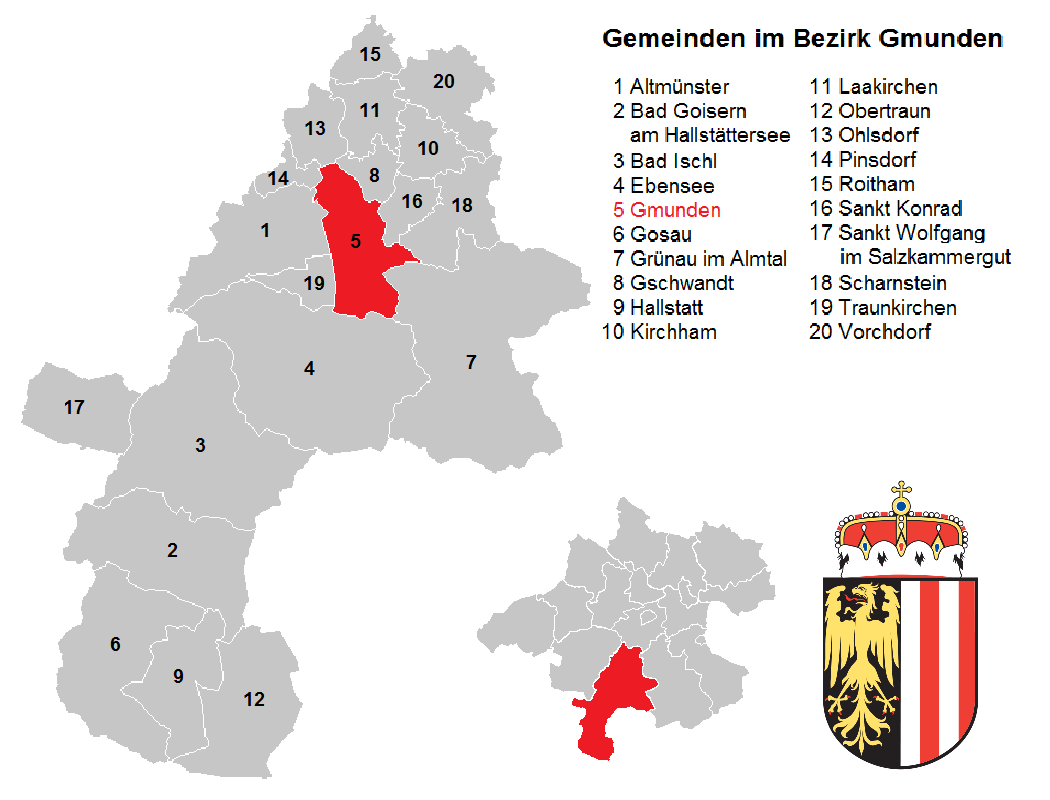
Obce v okrese Gmunden

| Města: - Bad Ischl - Gmunden - Laakirchen Městysy: - Altmünster - Bad Goisern am Hallstättersee - Ebensee - Hallstatt - St. Wolfgang im Salzkammergut - Scharnstein - Vorchdorf | Obce: - Gosau - Grünau im Almtal - Gschwandt - Kirchham - Obertraun - Ohlsdorf - Pinsdorf - Roitham - Sankt Konrad - Traunkirchen |